# Натухай
Натухай (рос. Натухай; адиг. Нэтыхъуай) — аул у республіці Адигеї, підпорядкований Тахтамукайському сільському поселенню Тахтамукайського району.
Аул розташований за 6 км на південь від районного центру — аулу Тахтамукая.

## Історія
Аул Натухай заснований у 1924 році переселенцями з аулу Суворов-Черкеський (нині — селище в міському окрузі Анапа Краснодарського краю).

## Населення
Населення аулу за останні роки:
- 2002 — 325[3];
- 2010 — 341[4]:
- 2013 — 341.

Більшість населення — адигейці-натухайці, мусульмани.